# コジョビ・オビラレ
コジョビ・オビラレ（Kodjovi Dodji Akanava Obilalé、1984年10月8日 - ）は、トーゴの元サッカー選手。元トーゴ代表。ポジションはゴールキーパー。

## 来歴
代表での出場経験は無かったが、アフリカネイションズカップ2006や2006 FIFAワールドカップのトーゴ代表メンバーに選ばれた。2009年に代表デビュー、5試合に出場した。

## 代表歴

### 出場大会
- トーゴ代表
  - 2006 FIFAワールドカップ

### 試合数
- 国際Aマッチ 5試合 0得点（2009年）[1]

| トーゴ代表 | 国際Aマッチ | 国際Aマッチ |
| 年         | 出場        | 得点        |
| ---------- | ----------- | ----------- |
| 2009       | 5           | 0           |
| 通算       | 5           | 0           |